# Diadromus albiceps
Diadromus albiceps là một loài tò vò trong họ Ichneumonidae.